# Eagle in a Cage
Eagle in a Cage è un film del 1971 diretto da Fielder Cook.
La pellicola, incentrata sull'esilio di Napoleone a Sant'Elena, è l'adattamento cinematografico del film TV omonimo del 1965.

## Trama
Dopo la sconfitta a Waterloo, Napoleone viene esiliato a Sant'Elena. Dopo un tentativo di fuga fallito, a Napoleone viene offerto dal governo britannico di tornare in patria come loro burattino per controllare l'instabilità politica della Francia. Tuttavia, i primi sintomi del cancro allo stomaco che lo porteranno alla morte gli impediscono di ottere questa ultima possibilità di gloria.

## Produzione
Forte della vittoria agli Emmy ottenuta dal film televisivo, Millard Lampell ampliò la sceneggiatura per il cinema, riscrivendo gran parte del testo; le riprese furono realizzate in Jugoslavia.